# Козырев, Сергей Фёдорович
Сергей Фёдорович Козырев (1924-1943) — младший лейтенант Рабоче-крестьянской Красной Армии, участник Великой Отечественной войны, Герой Советского Союза (1943).

## Биография
Сергей Козырев родился 23 июля 1924 года в деревне Дедово Болото (ныне — Кулебакский район Нижегородской области). В 6 лет переехал в город Выкса (Нижегородской области) учился в школе №3.После окончания десяти классов 

работал техническим руководителем на торфоучастке в посёлке Ермошиха Рязанской области. В 1942 году Козырев был призван на службу в Рабоче-крестьянскую Красную Армию. В 1943 году он окончил Рязанское пулемётное училище. С августа того же года — на фронтах Великой Отечественной войны, командовал пулемётным взводом 198-го гвардейского стрелкового полка 68-й гвардейской стрелковой дивизии 40-й армии Воронежского фронта. Отличился во время битвы за Днепр.
В ночь с 23 на 24 сентября 1943 года взвод Козырева под вражеским огнём переправился через Днепр в районе села Балыко-Щучинка Кагарлыкского района Киевской области Украинской ССР и, выбив противника из окопов, закрепились в них. Противник предпринял 16 вражеских контратак в течение последующих суток, но все они были отражены. После гибели командира роты Козырев заменил его собой и успешно руководил действиями подразделения. 12 октября 1943 года Козырев с пятью бойцами был атакован на занимаемой ими высоте. В бою группа уничтожила три танка. Оставшись один, Козырев, тем не менее, продолжал сражаться. 14 октября 1943 года он погиб в бою. Похоронен в Балыко-Щучинке.
Указом Президиума Верховного Совета СССР от 23 октября 1943 года за «успешное форсирование реки Днепр, прочное закрепление и расширение плацдарма на западном берегу реки Днепр и проявленные при этом отвагу и геройство» гвардии младший лейтенант Сергей Козырев посмертно был удостоен высокого звания Героя Советского Союза. Также посмертно был награждён орденом Ленина.

## Память
- В честь Козырева названа улица в посёлке Ермишь
- У школы №3 в городе Выкса[1] установлен бюст Мемориальный бюст героя советского союза Козырева Сергея Федоровича, расположен у школы №3 города Выкса

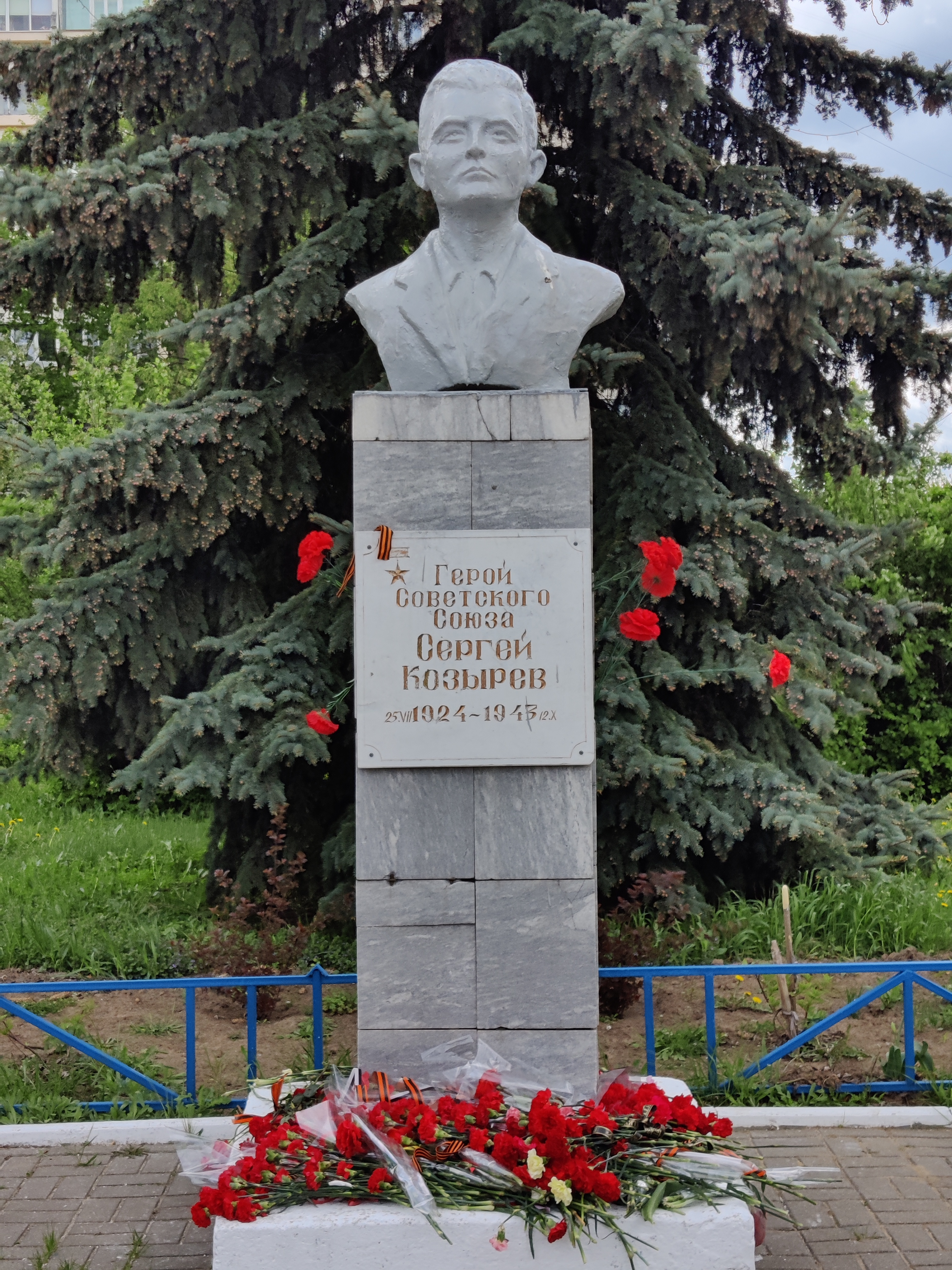
Мемориальный бюст героя советского союза Козырева Сергея Федоровича, расположен у школы №3 города Выкса

- Памятная доска на школе №3 города ВыксаМемориальная доска героя советского союза Козырева Сергея Федоровича на школе №3 в городе Выкса

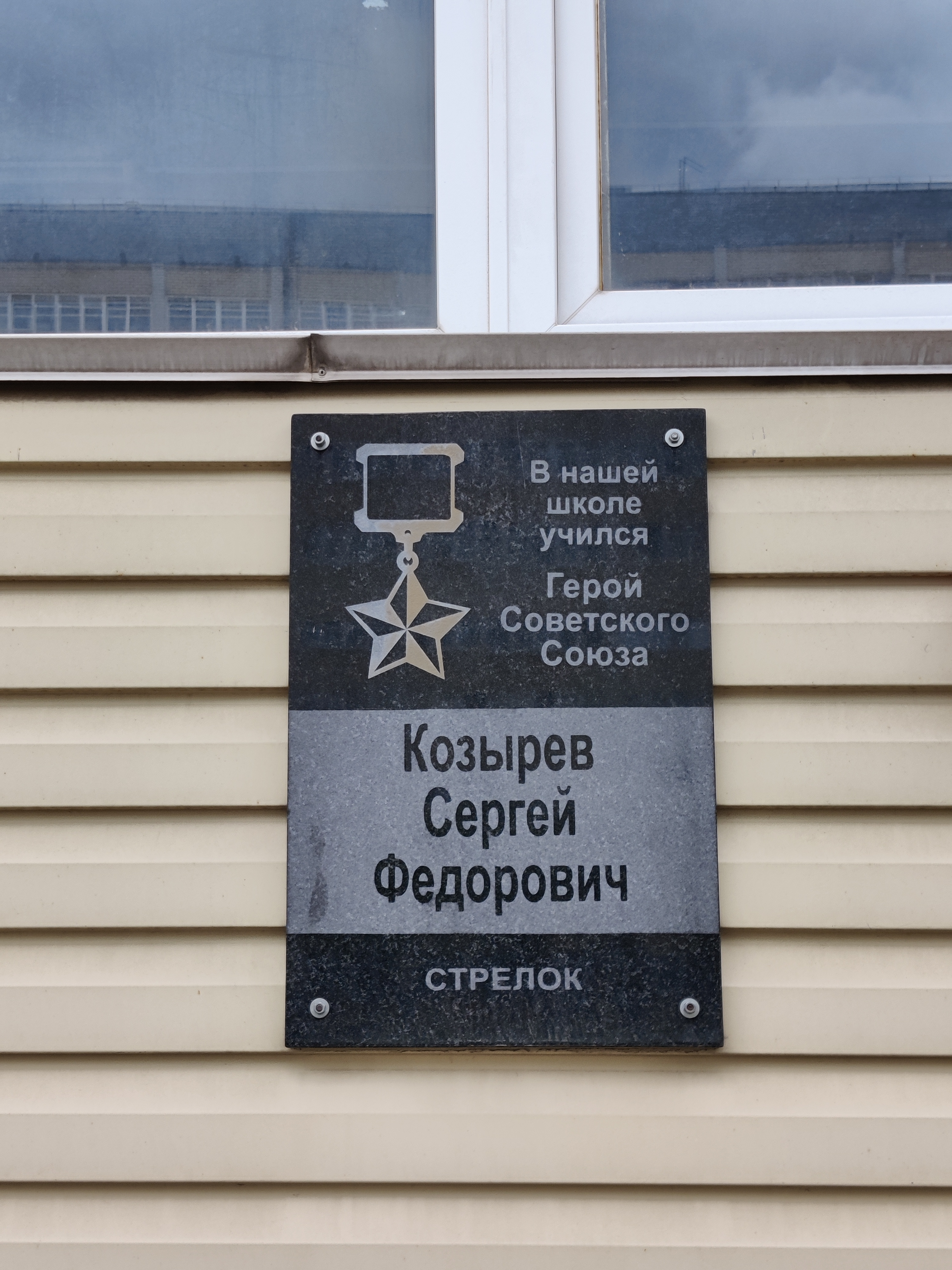
Мемориальная доска героя советского союза Козырева Сергея Федоровича на школе №3 в городе Выкса

- Памятник на Аллее Славы у вечного огня в городе Выкса

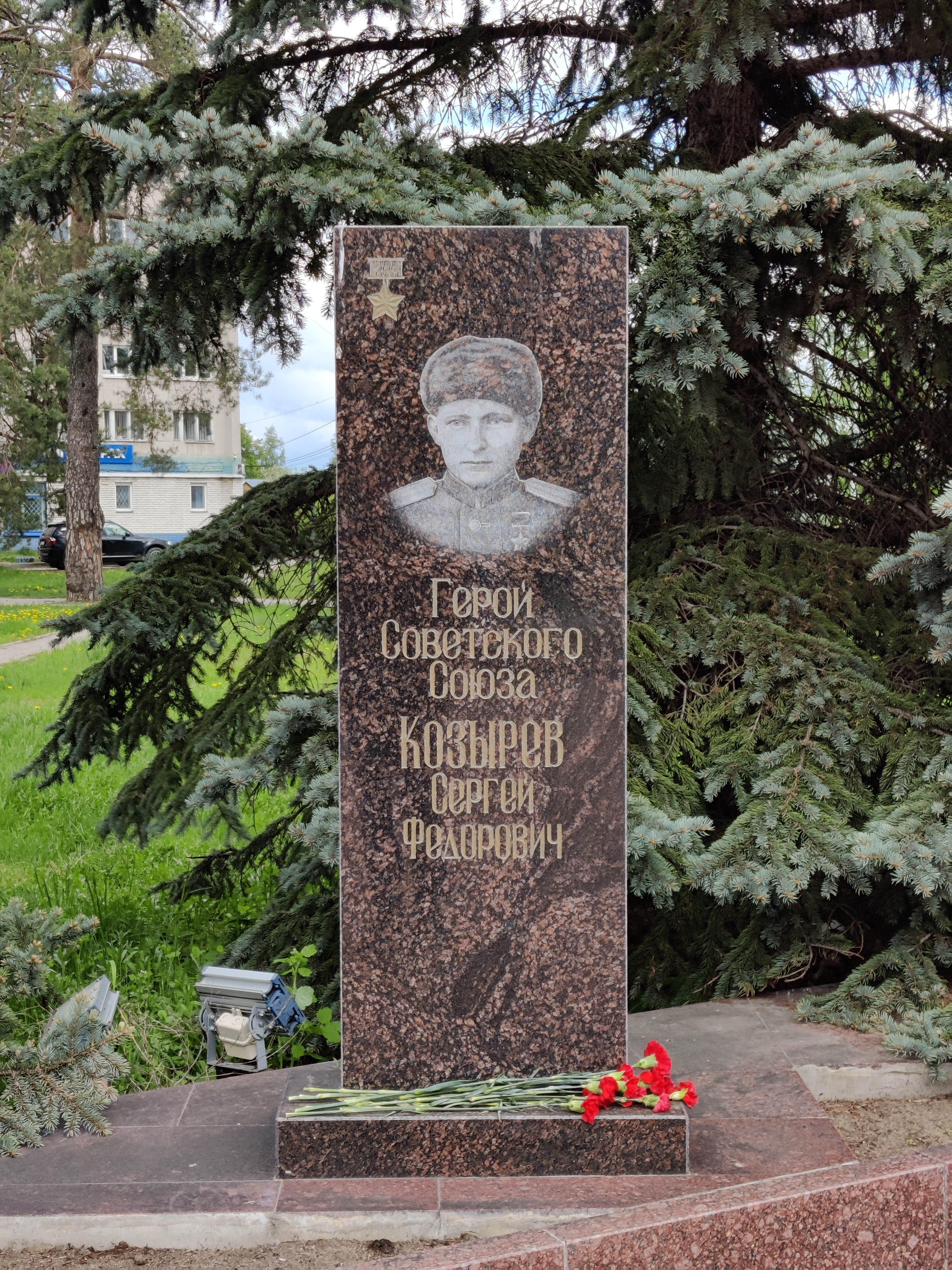
Мемориал героя советского союза Сергея Федоровича Козырева в городе Выкса

- Памятная доска Козыреву Сергею Фёдоровичу установлена на мемориальном комплексе в посёлке городского типа Ермишь Рязанской области.
- Памятная доска установлена в г. Кулебаки Нижегородской области на Стене Героев на мемориальном комплексе площади Победы

Памятная доска в посёлке городского типа Ермишь Рязанской области
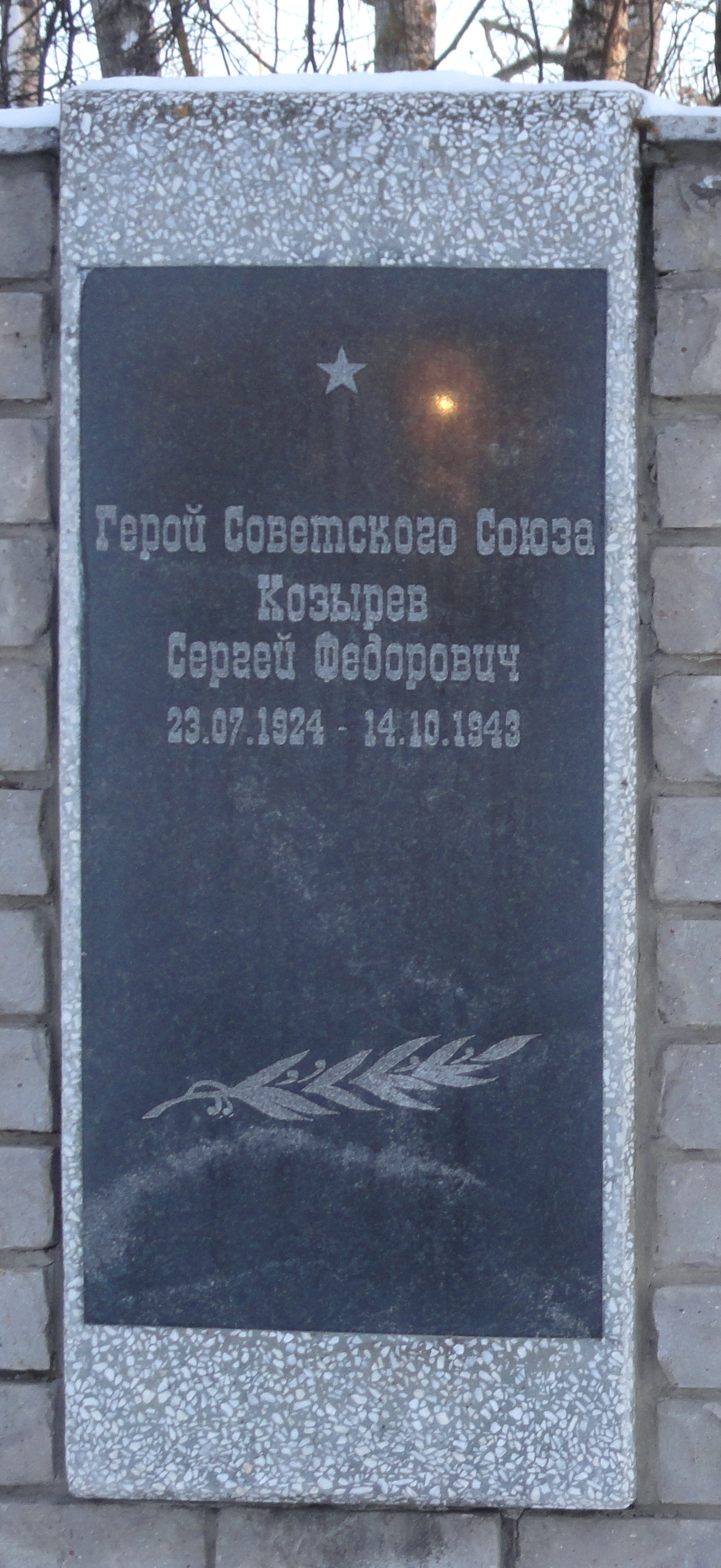
Памятная доска на Стене Героев в Кулебаках